# Rhagodopa brevipes
Espèce
Synonymes
- Solpuga brevipes Gervais, 1842

Rhagodopa brevipes est une espèce de solifuges de la famille des Rhagodidae.

## Distribution
Cette espèce se rencontre au Népal et en Inde.

## Description
Rhagodopa brevipes mesure de 20 à 33 mm.

## Publication originale
- Gervais, 1842 : Entomologie. L'Institut, Journal Universel des Sciences et des Sociétés Savantes en France et a l'Étranger, 1re Section, vol. 10, p. 76.